# Красилівська сільська рада (Новоград-Волинський район)
Красилівська сільська рада — колишня адміністративно-територіальна одиниця та орган місцевого самоврядування у Ярунському (Пищівському) і Новоград-Волинському районах Волинської округи, Київської й Житомирської областей Української РСР та України з адміністративним центром у с. Красилівка.

## Населені пункти
Сільській раді були підпорядковані населені пункти:
- с. Красилівка
- с. Дібрівське
- с. Красилівське
- с. Морозівка
- с. Таращанка

## Населення
Кількість населення ради, станом на 1923 рік, становила 2 095 осіб, кількість дворів — 417.
Кількість населення сільської ради, станом на 1924 рік, становила 2 176 осіб.
Відповідно до результатів перепису населення СРСР, кількість населення ради, станом на 12 січня 1989 року, становила 1 594 особи.
Станом на 5 грудня 2001 року, відповідно до перепису населення України, кількість мешканців сільської ради становила 1 563 особи.

## Склад ради
Рада складалася з 16 депутатів та голови.

## Керівний склад сільської ради
| ПІБ                           | Основні відомості                                                                                        | Дата обрання | Дата звільнення |
| ----------------------------- | --- | ------------ | --------------- |
| Захарчук Віталій Анатолійович | Сільський голова, 1974 року народження, освіта                                                           | 26.03.2006   | 31.10.2010      |
| Захарчук Віталій Анатолійович | Сільський голова, 1974 року народження, освіта середня спеціальна, член політичної партії «Наша Україна» | 31.10.2010   |                 |

Примітка: таблиця складена за даними джерела

## Історія
Створена 1923 року, в складі сіл Кам'янка, Красилівка та колонії Красилівка (згодом — Красилівське) Піщівської волості Новоград-Волинського повіту Волинської губернії. 23 вересня 1925 року с. Кам'янка передане до складу Суховільської сільської ради Піщівського (згодом — Ярунський) району.
Станом на 1 вересня 1946 року сільська рада входила до складу Ярунського району Житомирської області, на обліку в раді перебували села Красилівка та Красилівське.
11 серпня 1954 року, відповідно до указу Президії Верховної ради Української РСР «Про укрупнення сільських рад по Житомирській області», до складу ради приєднано с. Дубрівка (згодом — Морозівка) ліквідованої Дубрівської сільської ради Ярунського району. 16 вересня 1960 року взято на облік с. Дібрівське.
На 1 січня 1972 року сільська рада входила до складу Новоград-Волинського району Житомирської області, на обліку в раді перебували села Дібрівське, Красилівка, Красилівське та Морозівка.
12 серпня 1974 року, відповідно до рішення Житомирського облвиконкому № 342 «Про зміни в адміністративно-територіальному поділі окремих районів області в зв'язку з укрупненням колгоспів», до складу ради передано с. Таращанка Пилиповицька сільської ради Новоград-Волинського району.
Припинила існування 29 грудня 2016 року через об'єднання до складу Чижівської сільської територіальної громади Новоград-Волинського району Житомирської області.
Входила до складу Ярунського (Пищівського, 7.03.1923 р.) та Новоград-Волинського (4.06.1958 р.) районів.